# Aloe ahmarensis
Aloe ahmarensis é uma espécie de liliopsida do gênero Aloe, pertencente à família Asphodelaceae.